# Hembygdsrätt
Das åländische Hembygdsrätt (deutsch ungefähr Heimatrecht) ist ein Status, der die dauerhafte Einwohnerschaft der autonomen Inselgruppe Åland dokumentiert. Es kann nur finnischen Staatsbürgern zugeteilt werden und erfüllt eine Funktion ähnlich einer Staatsbürgerschaft. Bestimmte Rechte sind auf Åland ausschließlich Inhabern des Hembygdsrätt vorbehalten.

## Hintergrund
Die Einwohner Ålands sind seit jeher schwedischsprachig, und die Inseln gehörten bis 1809 auch zu Schweden, aber waren administrativ dem damals auch noch zu Schweden gehörenden Finnland zugeteilt. Im Rahmen des Vertrages von Fredrikshamn wurde Finnland an Russland abgetreten, wodurch die Inseln ein Teil des Großfürstentums Finnland unter russischer Hoheit wurden. Nach der Unabhängigkeit Finnlands 1917 gab es starke Bestrebungen der Åländer Bevölkerung, wieder Teil Schwedens zu werden. 1921 entschied schließlich der Völkerbund die Frage: Åland verblieb im finnischen Staatsverbund, erhielt aber weitgehende Autonomierechte, insbesondere zur Erhaltung der schwedischen Sprache auf Åland, und wurde demilitarisiert.
Das Hembygdsrätt formalisiert die sich daraus ergebenden Besonderheiten, die sich nur auf die dauerhafte Bevölkerung Ålands erstrecken und die Selbstverwaltung der Åländer garantieren sollen.

## Rechte
Auf Åland sind bestimmte Rechte an das Hembygdsrätt gebunden, die auch anderen finnischen Staatsbürgern verwehrt bleiben.
Diese umfassen:
- Das passive und aktive Wahlrecht zum Lagting. Inhaber des Hembygdsrätt dürfen in jedem Fall auch bei der Kommunalwahl ihres Wohnorts wählen, während andere Einwohner mindestens ein Jahr lang in der Kommune gewohnt haben müssen.[1]
- Das Recht auf Landbesitz auf Åland. Ausnahmen gibt es für nahe Angehörige, die Land auf Åland erben. Für die Ausübung eines Gewerbes kann in bestimmten Fällen auch Land erworben werden.[2]
- Das Recht, ein Gewerbe zu betreiben. Dies kann jedoch auch in anderen Fällen zugeteilt werden, u. a. an Personen, die schon seit 5 Jahren auf Åland leben.
- Durch den demilitarisierten Status der Inseln sind Inhaber des Heimatrechts auch von der Wehrpflicht ausgenommen, sofern sie vor Vollendung des 12. Lebensjahres auf Åland gelebt haben. Jedoch kann eine Dienstpflicht als Lotse, Leuchtturmwärter oder in anderen zivilen Einrichtungen eingeführt werden.[3]

## Erwerb
Das Hembygdsrätt kann nur finnischen Staatsbürgern erteilt werden.
Es steht automatisch folgenden Personengruppen zu:
- Personen, die im Jahr 1952 seit mindestens 5 Jahren auf Åland wohnhaft waren
- Minderjährigen, bei denen ein Elternteil das Hembygdsrätt hat

Andere Berechtigte erhalten das Recht auf Antrag. Neben der finnischen Staatsbürgerschaft ist auch eine ausreichende Kenntnis der schwedischen Sprache immer eine Voraussetzung.
Je nach weiteren Kriterien muss der Antragsteller eine bestimmte Zeit auf Åland wohnhaft gewesen sein, wenn er das Hembygdsrätt beantragen will:
- Ohne Wartezeit bei Personen, die dauerhaft nach Åland zurückkehren und auf Åland geboren und aufgewachsen sind.
- 3 Jahre bei Personen, die mindestens eines der folgenden Kriterien erfüllen:
  - früherer Besitz des Hembygdsrätt
  - ein Elternteil hat das Hembygdsrätt oder hatte es früher einmal
  - früher schon einmal fünf Jahre auf Åland wohnhaft gewesen
- 5 Jahre für alle übrigen Personen

Bei Vorstrafen des Antragstellers kann eine längere Wartezeit bestimmt werden. Der Antrag ist gebührenpflichtig, wobei die Wiedererlangung des Hembygdrätts zu einer reduzierten Gebühr durchgeführt wird.

## Verlust
Der Verlust des Rechts tritt bei Verlust der finnischen Staatsbürgerschaft sowie bei dauerhaftem Wegzug aus Åland ein, derzeit nach 5 Jahren.